# Kostel Zvěstování Panny Marie (Mariánský Týnec)
Římskokatolický kostel Zvěstování Panny Marie v Mariánském Týnci u Kralovic z 18. století se nachází v areálu bývalého proboštství Mariánská Týnice cisterciáckého kláštera v Plasích.  Společně s celým areálem je kostel chráněn jako kulturní památka a v roce 2018 byl prohlášen národní kulturní památkou.

## Historie

### Historie do 20. století
První písemná zmínka o kapli sv. Petra a Pavla v malé osadě Týnec se objevila v bule papeže Innocence IV. z roku 1250. Patronátní právo k ní vykonával cisterciácký klášter v Plasech. V prvním desetiletí 16. století klášter získal zpět část svých vsí, které ztratil během husitských válek, a pořídil do kostela dřevěné sousoší Zvěstování (Panna Marie a Anděl). Pro své zázračné působení se stalo cílem poutníků a dostalo pojmenování Mariánská Týnice. Roku 1518 byl kostel vyloupen. Při kostele byl usazen jeden z plaských řeholníků jako poustevník, aby se o něj staral.  V průběhu třicetileté války byl kostel opět zpustošen. Po válce, za vlády opata Jakuba Vrchoty z Rosenwertu byl kostelík přestavěn a rozšířen – poprvé okolo roku 1640 a následně v letech 1648–1651. Mariánská Týnice nabývala proslulosti jako místo četných zázraků a v roce 1699 zde bylo zřízeno proboštství. 
Když kolem roku 1707 začal plaský opat Eugen Tyttl (1699–1738) na doporučení sedleckého kolegy Jindřicha Snopka spolupracovat s Janem Blažejem Santini-Aichelem, bylo poutní místo v Mariánské Týnici spravované cisterciáky v poměrně dobrém stavu. Opat však rozhodl, že původní stavby, které již nestačily rostoucímu přílivu poutníků, budou zbourány a vznikne zcela nový areál i s kostelem.

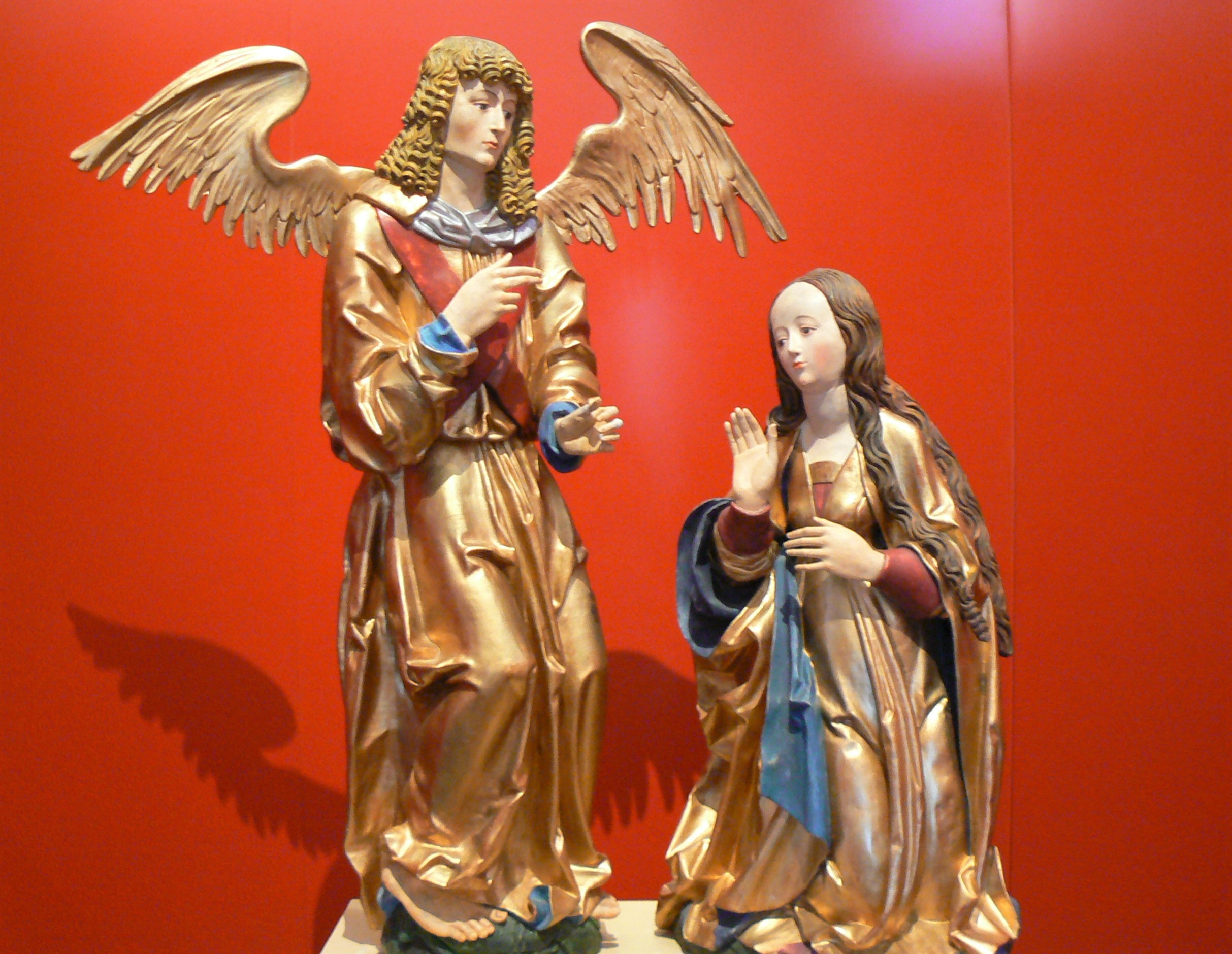
sousoší Zvěstování (Panna Marie s andělem) z počátku 16. století (nyní v Kralovicích)

Projekt novostavby byl sice hotov v květnu 1710 a základní kámen stavby položen 2. července 1711, nicméně k začátku stavby došlo až v roce 1720, a stavební a výzdobné práce trvaly více než třicet let do roku 1751, respektive 1762, kdy byl kostel vysvěcen. Stavitelem byl plzeňský měšťan Matěj Kondel. Proboštství bylo dokončeno o dva roky později a teprve v roce 1777 bylo sousoší Zvěstování Panny Marie umístěno na hlavní oltář nového kostela. Ani ne deset let poté, roku 1785, byl klášter v Plasích, stejně jako jím spravované mariánské poutní místo v Týnici, zrušen výnosem císaře Josefa II.. Sousoší Zvěstování  bylo roku 1786 přeneseno do kostela sv. Petra a Pavla v Kralovicích.

### Historie od 19. století

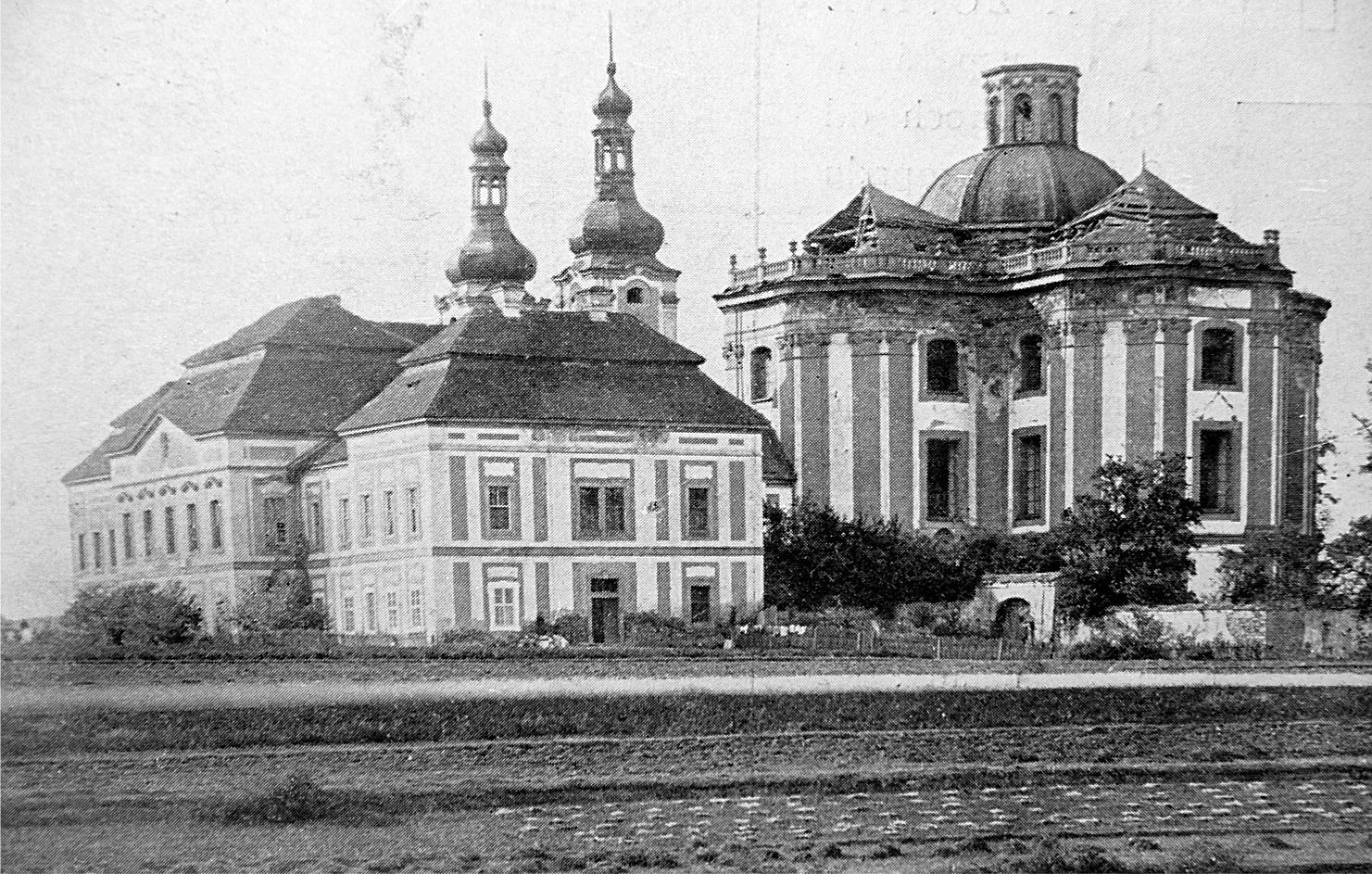
Areál v roce 1888

Po zrušení kláštera v roce 1785 stavba začala chátrat. Spolu s celým panstvím byla ve správě Náboženského fondu a poté více než sto let ve vlastnictví Metternichů. Ti areál využívali pouze hospodářsky a v kostele zřídili sýpku. Významnost stavby  přilákala pozornost okruhu nadšenců, mezi něž patřili historik Ladislav Lábek (1882–1970) a architekt Hanuš Zápal (1885–1964), kterým osud Mariánské Týnice nebyl lhostejný. Urputně bránili tehdejšímu majiteli Klementu Michalu Wenzelu Lotharovi Felixovi Metternichovi v rozebírání částí objektu. V roce 1920 vyústila dlouholetá degradace objektu ve zřícení kupole a části kleneb kostela. Díky dobrovolnickému Spolku na záchranu Mariánské Týnice, v jehož čele stál právě ing. arch. Hanuš Zápal, se podařilo úplnou zkázu odvrátit i přesto, že se v oné době o neodkladnou památkovou pomoc hlásily i jiné architektonicky cenné stavby (jako např. renesanční zámek v Kaceřově), určil si Zápal záchranu Mariánské Týnice jako svou naprostou prioritu, podtrženou úzkým vztahem k regionu z dětství. Skoro okamžitě došlo k provizornímu zastřešení kostela lepenkovou krytinou. Spolek žádal o vyvlastnění objektu Metternichům, zdůvodňované ignorancí technického stavu památky ze strany šlechtické rodiny. Majetek však nakonec zůstal v aristokratických rukách, i když rodina uvažovala o bezplatném převodu objektu ve prospěch spolku, popřípadě města Kralovice, k čemuž ale nikdy nedošlo. Spolek se kvůli nemalým finančním nákladům, vzniklým záchrannými pracemi na kostele, zadlužil.

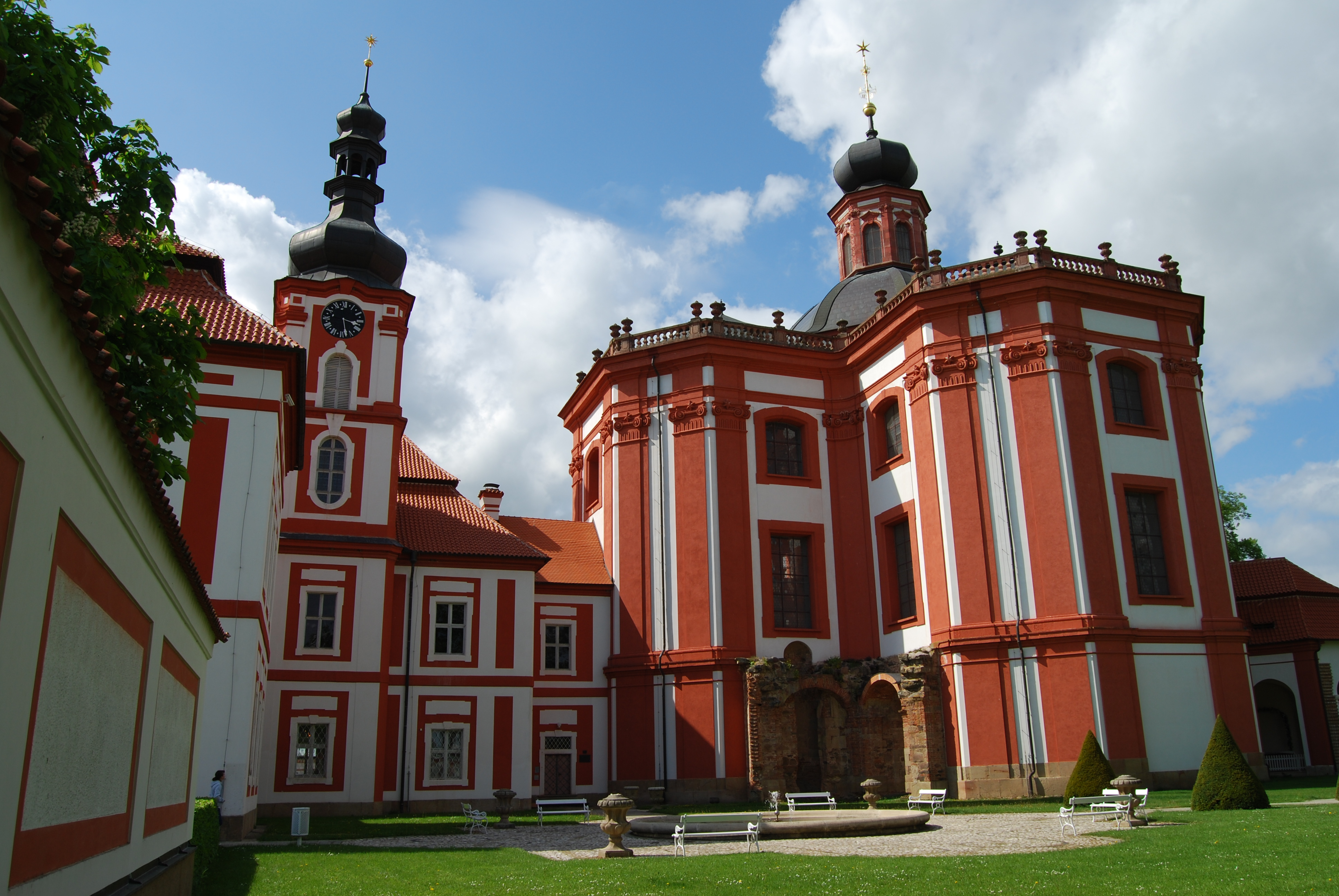
Kostel a spojovací trakt od presbytáře k budově proboštství s věžemi

Od roku 1952 se do areálu nastěhovalo regionální muzeum. V letech 1953–1956 byly vztyčeny střechy nad bočními rameny a v centrálním prostoru provedena provizorní dřevěná konstrukce zakrytá lepenkou. Další práce (oprava vnitřních omítek aj.) probíhaly s přestávkami i v 60. až 80. letech 20. století.  Státní ústav pro rekonstrukci památkových měst a objektů pod vedením Dobroslava Líbala provedl pasportizaci celé stavby, Mojmír Horyna pak stavebně architektonický rozbor a navrhl její rekonstrukci. V letech 1990–1995 vypracoval pražský památkový architekt Ing. Jindřich Rineš (1943–2016) projekt na obnovení kupole. Areál byl postupně (od roku 1996) zrekonstruován a následně v roce 2005 byla nad křížením kostela opět vztyčena kupole. Celková rekonstrukce kostela byla dokončena v roce 2008. V současné době slouží místo jako sídlo expozice Muzea a galerie severního Plzeňska v Mariánské Týnici, příspěvkové organizace zřízené Plzeňským krajem. Kostel Zvěstování Panně Marii byl navrácen svému určení a konají se v něm příležitostné bohoslužby. 

## Popis

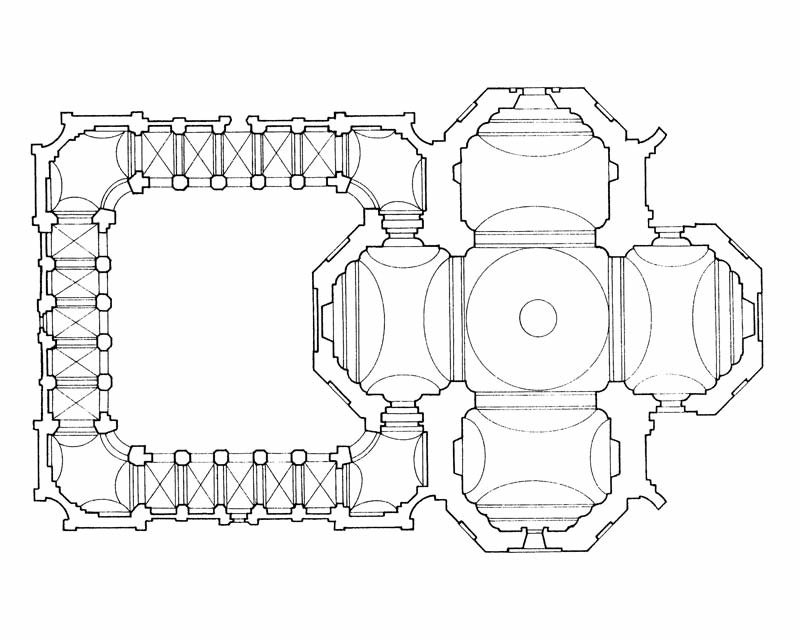
Půdorys kostela a ambitu

Santiniho autorství nepřímo dokládají prameny a taktéž vyplývá z kontextu spolupráce s plaským opatem Eugenem Tyttlem.

### Architektura
Chrám Zvěstování Panny Marie projektoval Santini v roce 1710 jako centrálu na půdorysu řeckého kříže s okosenými rohy. Horyna v tomto případě zdůrazňuje bravurní práci s geometrií, zde konkrétně s metodou „kvadriangulace“. Tato už od středověku známá metoda pracuje se sítí soustředných kružnic, do nichž je vepisován či jimž je opisován geometrický útvar čtverce, nicméně v každé z nich pootočeném o 45°. Do místa protnutí všech diagonál a os, tedy do středu takto promyšlené kompozice je pak umístěno křížení chrámu, vertikálně završené kupolí bez tamburu, jež ve vrcholu nese mariánskou hvězdu, dominantu stavby a potažmo i celého poutního místa. Ramena kříže osmiúhelníkového půdorysu architekt z jedné šestiny zasunuje do středu, završuje plackovou klenbou nad příčným obdélníkem a v exteriéru uzavírá pro něj typickou mansardovou střechou. Mansardové střechy nad kaplemi lemuje ochoz s kamennými balustrádami.  Dvojvěží zvonic o výšce 41 m je pro zachování centrality chrámu vysunuto mimo jeho hmotu. Monumentalita exteriéru kostela je podtržena poměrně skromným členěním pláště, jehož povrch architekt nerozbíjí zdobnými detaily, naopak iónské pilastry, použité v exteriéru i interiéru, vertikalitu stavby jen umocňují. Tradiční schéma centrály na půdorysu řeckého kříže mohl Santini poznat v díle svého učitele Jeana Baptisty Matheye. V tomto kontextu je nezbytné zmínit projekt kostela Panny Marie Božské Prozřetelnosti v Praze, na jehož dostavbě se Santini podílel a jež naznačuje vzhled týnické centrály. Zprostředkovaně jej pravděpodobně poznal i v díle Guarina Guariniho, konkrétně v návrhu kostela Sainte-Anne-la-Royale v Paříži. Toto centrální půdorysné schéma Santini následně využívá i v projektu kostela sv. Václava ve Zvoli (1713) a samozřejmě také při projektování poutního kostela Jména Panny Marie ve Křtinách u Brna (1718). A jak poukazuje Rostislav Švácha, nejen půdorysné řešení sakrální architektury Křtin a Zvole vycházelo z týnického projektu. Celistvěji působící projekty obou mladších areálů obměňují konvexně-konkávním zpracováním jejich starší, lineární předobraz.

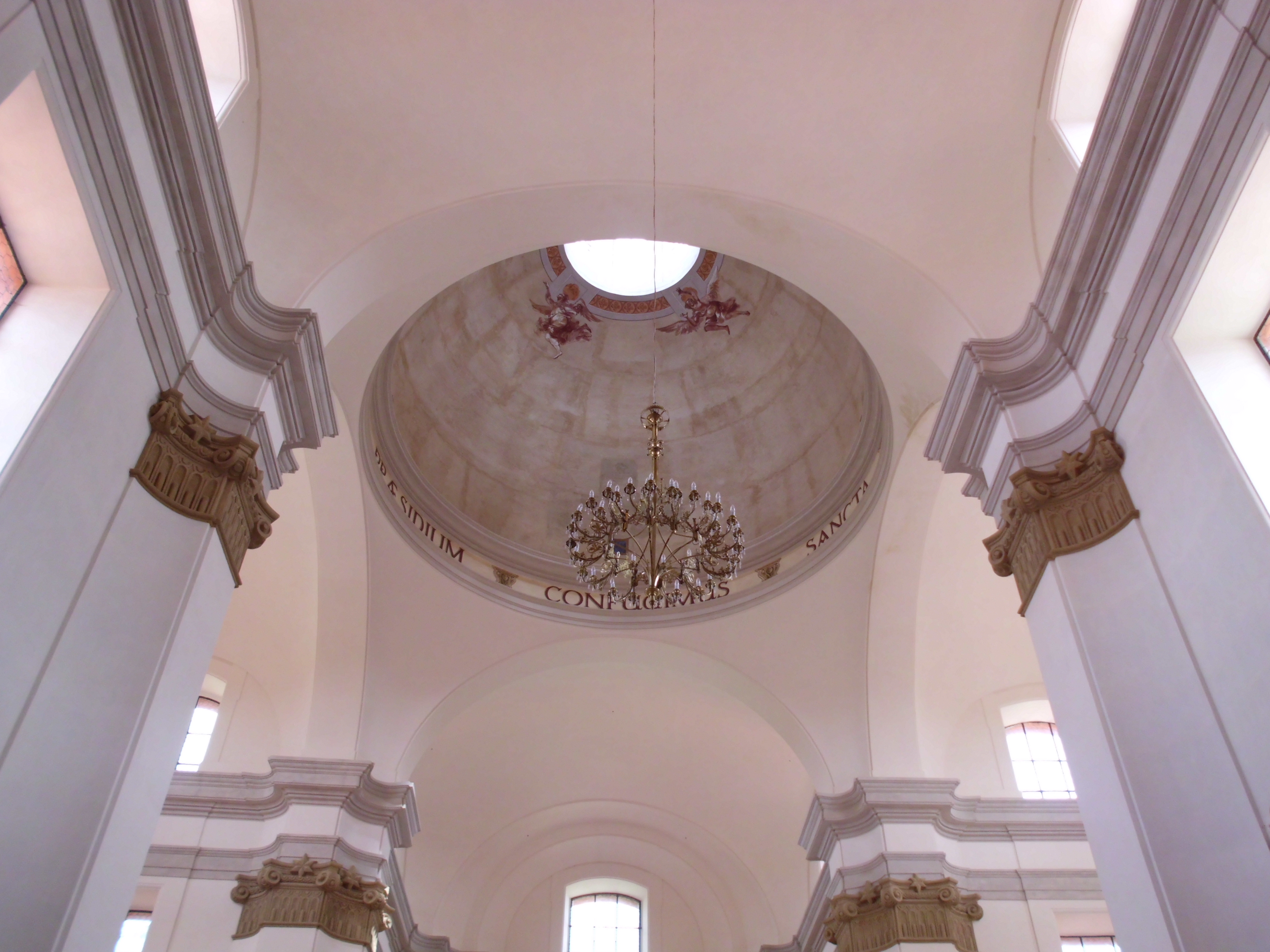
Pohled do kupole kostela

Ani budova proboštství, jež navazuje na hloubkovou osu kostela, není bez paralel, nejsnáze snad dohledatelných v díle J. B. Matheye. Švácha také v tomto kontextu upozorňuje, že i pro samotné uspořádání, „navléknutí“, jednotlivých budov chrámu a proboštství na jedné ose můžeme nalézt paralelu v původním projektu kláštera v Plasích.
Centrální stavbu chrámu v Mariánské Týnici měly podle originálního projektu symetricky na západní i východní straně provázet ambitové dvory, z nichž byl dokončen pouze jeden stávající. Tříramenná stavba ambitu, obklopuje ve svém nitru čtverec a ze západu nasedá na příčnou osu kostela, v místech kde ramena kostela svírají úhel. Každé z ramen ochozu tvoří pět obdélných polí zaklenutých taktéž plackami. Do nároží ambitu vložil architekt na příčnou osu orientované kaple šestiúhelníkového půdorysu. Kaple jsou mírně vyvýšeny nad hmotu chodeb, zaklenuty plackou nad půdorysem oválu a završeny taktéž mansardovou střechou. Právě půdorysný tvar šestiúhelníku, uvádí Horyna jako „dobově poměrně neobvyklý, pro Santiniho naproti tomu však svrchovaně příznačný“ a v soudobé tvorbě Santiniho kolegů nemající obdoby. Obdobné kompoziční a půdorysné ztvárnění prostoru můžeme na počátku 18. století najít jednak v Santiniho projektu pro Plasy, kde je šestiúhelníkový půdorys použit v místě styku chodeb cisterciáckého konventu a následně i u ambitu zahrady prelatury, ale zejména v pojetí ambitu poutního místa Panny Marie Vítězné na Bílé Hoře, jehož autorství mu bylo na základě zmíněných paralel připsáno. Inspiračním zdrojem pro mladého architekta snad mohl být Michelangelův nerealizovaný projekt kostela S. Giovanni dei Fiorentini, jenž pracuje s obdobným půdorysným a osově provázaným schématem.
Samotná novostavba poutního kostela Zvěstování Panny Marie a cisterciáckého proboštství v Mariánské Týnici nebyly motivovány, jak zmíněno v úvodu, akutní potřebou obnovy místa, spíše touhou uměnímilovného opata Tyttla oslavit a projevit úctu Panně Marii. Tomuto záměru by snad také odpovídala monumentalita stavby, stejně jako její promyšlené zasazení do krajiny. Novostavba poutního místa je dobře viditelná ze vzdálenosti několika kilometrů a tvoří tak dominantu celého místa. Akcent na gradaci hmot a pohledovost stavby je patrný zejména při příchodu k areálu z jihu. V tomto případě se před návštěvníkem v prvním plánu zjeví podélně pojatá budova proboštství, za kterou se v plánu druhém tyčí vertikální dominanta chrámu Zvěstování Panny Marie.

Monumentálního vyznění stavby se ve své stati nezříká ani Rostislav Švácha, avšak Santiniho tvorbu přibližně kolem roku 1710, kam patří i projekt Mariánské Týnice, označuje termínem „vyhroceného dualismu.“ Tuto jeho část tvorby charakterizuje jako plnou protipólů. Statickou architekturu kostela Zvěstování Panny Marie staví do kontrastu se stavbami kostela Nejsvětější Trojice v Rychnově nad Kněžnou (1710), kaple sv. Bernarda v Plasích (1711), kostela v Jesenci (1711), Jaroměřicích u Jevíčka (1712) a řadí sem i průčelí kostela v Bobrové (1714), jejichž pláště jsou dynamičtěji zvlněny. Nicméně nejen v porovnání mariánského chrámu v Týnici s dalšími stavbami spatřuje Švácha rozpor. Určitou disparátnost pozoruje i ve vyznění stavby samotné, v expresivním pojetí interiéru (originálně pojatý motiv kladí a svazky pilastrů) oproti „stroze racionálnímu“ exteriéru stavby, což je pro Šváchu charakteristickým znakem Santiniho staveb přelomu prvního a druhého desetiletí 18. století.

Interiér kostela - hlavní oltář

### Malby
Z původní barokní výmalby chrámu se dochovala iluzivní architektonická kulisa hlavního oltáře se čtyřmi iluzivně malovanými figurami řádových patronů cisterciáků, jsou to (zleva) sv. Bernard z Clairvaux s nástroji umučení Krista, sv. Alberik, sv. Robert z Molesme a sv. Štěpán Harding. Uprostřed mezi nimi je malovaný štít se znakem opata Eugena Tyttla. V nejvyšší etáži oltáře je obraz Nejsvětější Trojice, jíž představuje Bůh Otec a Kristus, nad nimiž se vznáší holubice Ducha svatého. Na stěnách bočních lodí se dochovaly čtyři malované kartuše, dvě se starozákonními scénami a dvě se zlomky neidentifikovaných výjevů.
Na klenbě původní kopule se nacházela malba Oslava Panny Marie od Siarda Noseckého z roku 1750. Malbu holubice Ducha svatého v okulu a věnec s anděly na klenbě nové kupole roku 2008 zhotovily restaurátorky ak. mal. Dagmar a Radana Hamsíkovy.

### Zařízení
V době zrušení poutního místa stál v presbytáři před Kramolínovou malbou mramorový oltář od pražského kameníka Josefa Lauermanna z 50. let 18. století se sochařskou výzdobou Ignáce Františka Platzera (adorující andělé, svatý Jáchym a svatá Anna). Uprostřed oltáře se v prosklené skříni nacházel pozdně gotický reliéf (sousoší) Zvěstování Panně Marii od Mistra Týnského Ukřižování. V postranních ramenech kostela stály boční oltáře svatého Jana Nepomuckého a Čtrnácti svatých pomocníků z Platzerovy dílny. U severního pilíře byla kazatelna, po které zůstaly zachovány tři trámy. Po roce 1785 byla většina zařízení kostela a proboštství prodána nebo darována do okolních farností. Gotický reliéf, sochy andělů a svatostánek byl umístěn na hlavní barokní oltář kostela sv. Petra a Pavla v Kralovicích. Stejný kostel obdržel i lavice. Hlavní a boční oltáře se dostaly do kostela sv. Jakuba v Příbrami. Kazatelna a varhany byly darovány do kostela sv. Vavřince v Žebráku. V roce 2008 byla do kostela vrácena z Příbrami kovaná chórová mříž oddělující kněžiště od transeptu. 